# Sofista (diálogo)
Sofista (em grego clássico: Σοφιστής, em latim: Sophista) é um diálogo platônico que ocupa-se com os conceitos de sofista, homem político e filósofo. Além disso, o diálogo aborda a questão do não-ser. Nesta obra encontra-se uma posição de Platão sobre o conhecimento e também uma explicitação detalhada do método da investigação filosófica.